# Kritsana Taiwan
Kritsana Taiwan (thailändisch กฤษณะ ต่ายวัลย์, * 4. Februar 1982 in Pathum Thani) ist ein thailändischer Fußballspieler.

## Karriere

### Spieler
Kritsana Taiwan stand von 2008 bis 2011 bei Air Force Central unter Vertrag. Wo er vorher gespielt hat, ist unbekannt. Der Verein aus der thailändischen Hauptstadt Bangkok spielte in der zweiten Liga des Landes, der Thai Premier League Division 1. Mitte 2011 wechselte er zum Pattaya United FC. Mit dem Verein aus Pattaya spielte er in der ersten Liga, der Thai Premier League. Ende 2013 musste er mit den Dolphins in die zweite Liga absteigen. Für Pattaya bestritt er in der Abstiegssaison 21 Spiele. Der Zweitligist Krabi FC nahm ihn die Saison 2014 unter Vertrag. 2015 verpflichtete ihn Ligakonkurrent Angthong FC aus Ang Thong. Ende 2018 stieg er mit Angthong in die dritte Liga ab. Anfang 2020 unterzeichnete er einen Vertrag in Phitsanulok beim Drittligisten Phitsanulok FC. Mit dem Verein spielte er in der Northern Region der Liga. 2022 wurde er mit dem Verein Vizemeister der Region. In den Aufstiegsspielen zur zweiten Liga konnte man sich jedoch nicht durchsetzen. Ein Jahr später feiert er mit dem Verein die Meisterschaft der Northern Region. Auch 2023 konnte man sich in den Aufstiegsspielen nicht durchsetzen.

### Trainer
Kritsana Taiwan war vom 12. April 2021 bis 13. Februar 2022 bei seinem Verein Phitsanulok FC, wo er auch spielte, Co-Trainer. Anschließend war er Phitsanulok Interimstrainer und Spielertrainer.  

## Erfolge
Phitsanulok FC
- Thai League 3 – North: 2022/23